# 南摩根鎮區 (密蘇里州戴德縣)
南摩根鎮區（英語：South Morgan Township）是位於美國密蘇里州戴德縣的一個行政鎮區。

## 地方資料
南摩根鎮區的面積為62.21平方千米，當中陸地面積為62.02平方千米，而水域面積為0.19平方千米。根據2020年美國人口普查的數據，當地共有人口422人，而人口密度為每平方千米6.78人。